# Португальський експедиційний корпус
Португа́льський експедиці́йний ко́рпус (порт. Corpo Expedicionário Português; CEP) — головне оперативно-тактичне з'єднання Португальської армії, що брало участь на Західному фронті у Першій світовій війні. Утворений 1917 року для військових дій у Франції й Бельгії на боці країн Антанти. Складався з двох дивізій; нараховував до 55 тисячі вояків. Працював на фронті з 4 червня на лінії Нев-Шапель—Ферм-дю-Буа. Перебував під оперативним контролем британської 1-ї армії. Відповідав за так званий 18-кілометровий «португальський сектор», поділений на 3 лінії оборони. Успішно відбивав німецькі атаки протягом 1917 року. Зазнав великих втрат у битві на Лісі від 9 квітня 1918 року, після чого був переформований. Відзначився стоденному наступі. Останній бій провів 11 листопада на бельгійській річці Шельда. Командирами корпусу були генерали Фернанду Тамагніні де Абреу й Гарсія Розаду. За час бойових дій втратив до 14 тисяч вояків: 2160 вбитих, 5224 поранених і 6678 полонених.